# Koskikeskus (centre commercial)
Le Koskikeskus est un centre commercial du quartier de  Kyttälä à Tampere en Finlande.

## Présentation
Le Koskikeskus est construit le long de la route d'Hatanpää, à côté de l'Hôtel Ilves et de la gare routière de Tampere.

## Boutiques du Koskikeskus
Koskikeskus offre de nombreux restaurants et 89 magasins dans divers domaines:
- 15 restaurants et cafés, tels que Arnolds ou McDonald’s
- 12 boutiques spécialisées dans la cosmétique et la santé, par exemple The Body Shop
- 7 magasins de décoration d'intérieur, par exemple Pentik
- 31 magasins de mode et de vêtements, tels que Kookenkä, Dressmann et Lindex
- 3 épiceries, Tokmanni, M-Market et R-kioski
- 8 magasins de loisirs et de sports, tels que Stadium et Intersport
- 8 autres boutiques dont Suomalainen Kirjakauppa
- Cine Atlas, la deuxième salle de cinéma de Finnkino à Tampere

## Galerie

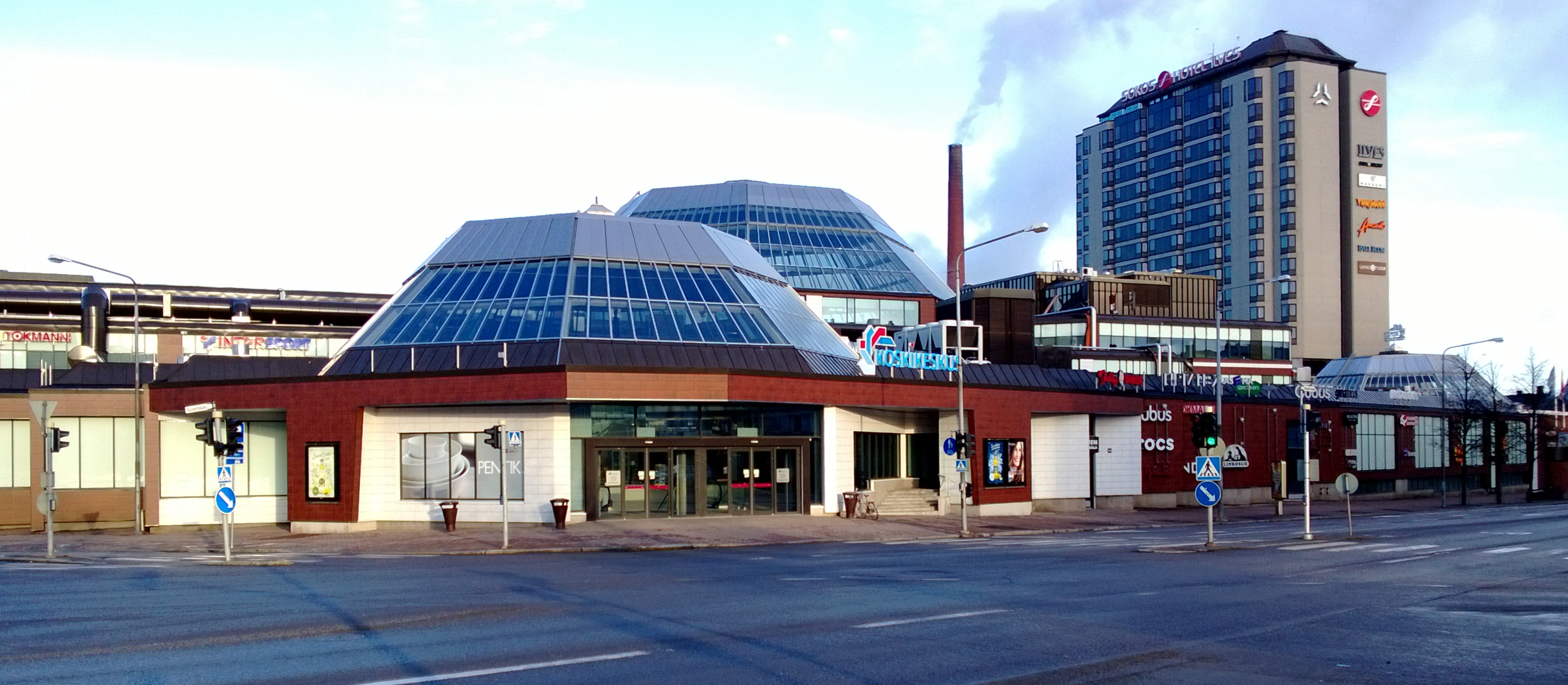
Entrée du côté de la gare routière en 2013.

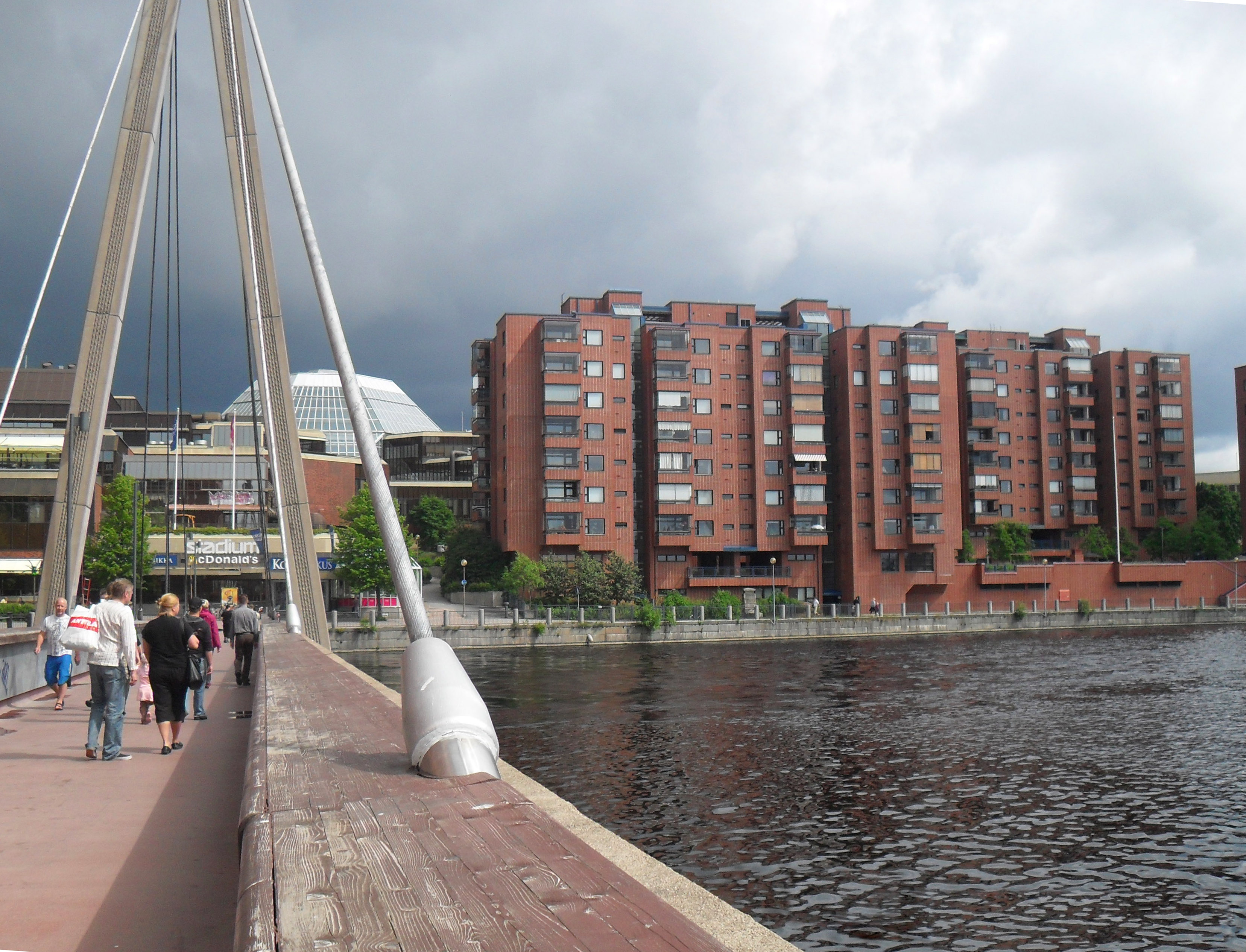
Le pont Vuolteensilta près du Koskikeskus.
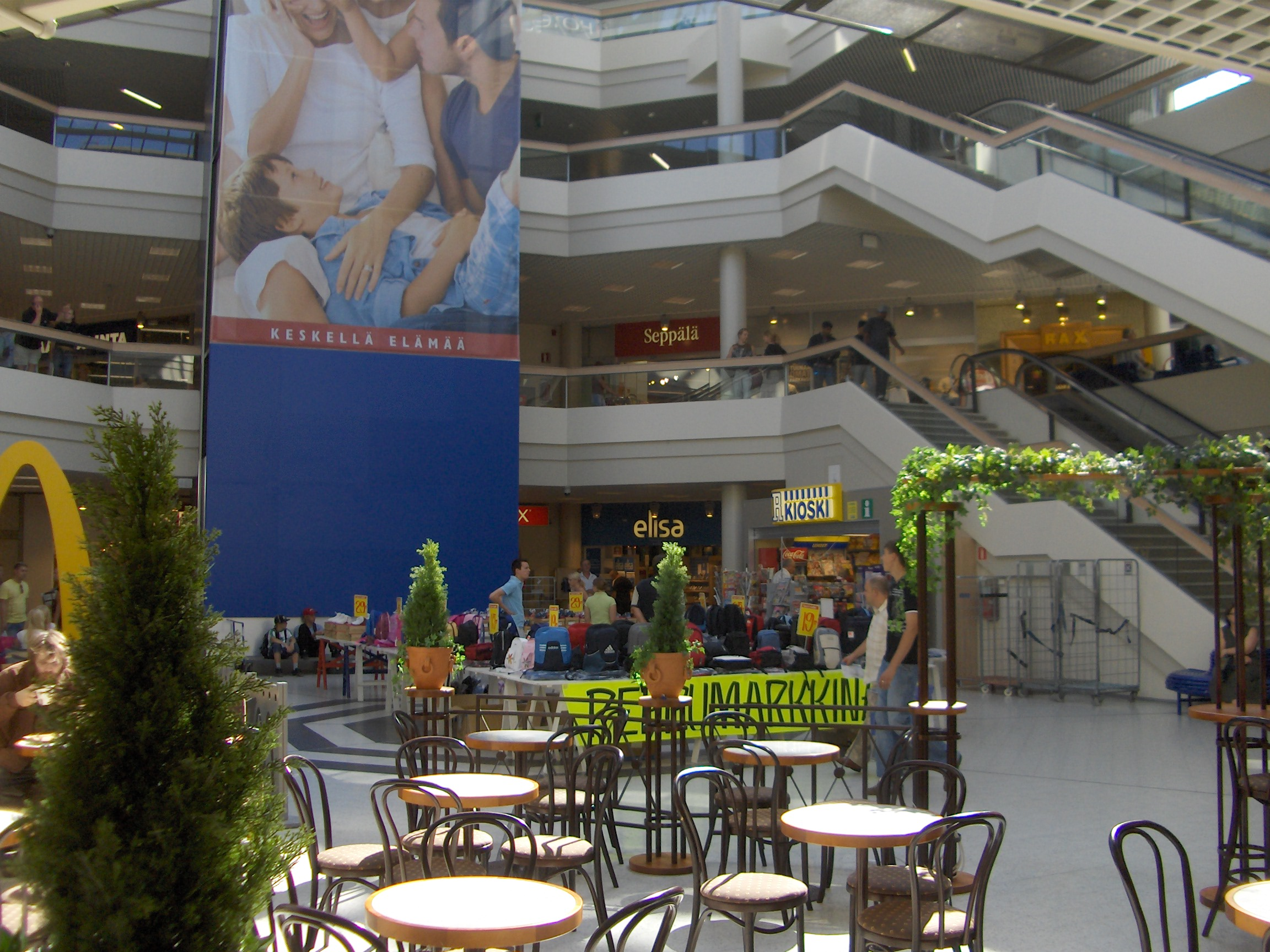
Le Koskikeskus.
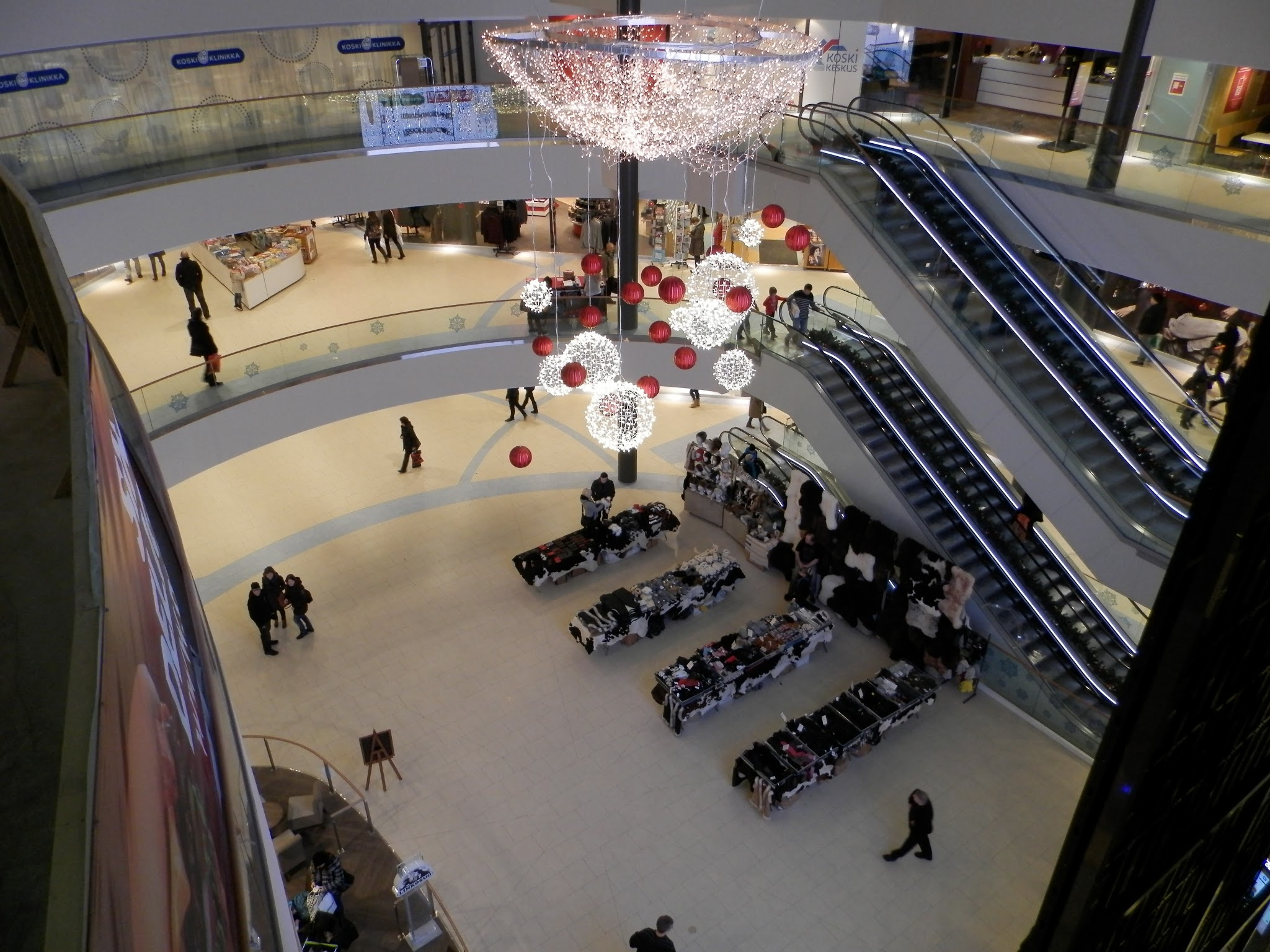
Le Koskikeskus.